# Famille al-Husseini
Pour les articles homonymes, voir Hussein.
La famille al-Husseini ou al-Husayni (arabe : الحسيني) est une famille de notables palestiniens d'origine hiérosolymitaine, influente depuis le XIXe siècle.

## Personnalités
- Abd al-Kader al-Husseini (1907-1948), fils de Moussa Qazem al-Husseini, politicien nationaliste palestinien
- Adnan al-Husseini (1947), directeur de la Waqf
- Daoud al-Husseini, aide de camp de son cousin Mohammed Amin al-Husseini, Inspecteur général de la Jaysh al-Jihad al-Muqaddas ou Armée de la Guerre-sainte et cofondateur de l'OLP
- Darwish al-Husseini, membre du Haut Comité arabe
- Fawzi Darwish al-Husayni (assassiné le 10 mars 1947) - fondateur du parti Filastin al-jadidah (« Nouvelle Palestine »), a tenté de collaborer avec les sionistes contre les Britanniques[1].
- Fayçal Husseini (1940-2001), fils de Abd al-Kader al-Husseini, homme politique palestinien
- Hassan Ben Abdellatif al-Husseini, mufti de Jérusalem de 1781 à 1807
- Hind al-Husseini (1916-1994), enseignante et philanthrope
- Hussein al-Husseini (?-1918), fils de Salim al-Husseini, maire de Jérusalem (1910-1915)
- Ishaq Hatem al-Husseini, écrivain, président de l'Université al-Qods
- Jamal al-Husseini (1893-1982), homme politique palestinien
- Kamil al-Husseini (1867-1921), fils de Mohammed Tahir al-Husseini, grand mufti de Jérusalem de 1908 à 1921
- Lena al-Husseini
- Mohammed Tahir Mustafa Tahir al-Husseini (1842–1908), qadi  de Jérusalem
- Mohamed Abdel Raouf Arafat al-Qudwa al-Husseini, plus connu sous le nom de Yasser Arafat, activiste et homme d'État
- Mohammed Amin al-Husseini  (1895-1974), ou Hadj Amin al-Husseini, fils de Mohammed Tahir al-Husseini, grand mufti de Jérusalem de 1921 à 1974, leader religieux et nationaliste palestinien
- Moussa Qazem al-Husseini (1850-1934), fils de Salim al-Husseini, maire de Jérusalem de 1918 à 1920
- Mustafa Taher al-Husseini
- Salim al-Husseini, (?-1908), homme politique et propriétaire terrien palestinien, maire de Jérusalem de 1882 à 1897
- Sirine Husseini Shahid (1920-2008), fille de l'homme politique Jamal al-Husseini
- Tewfiq al-Husseini (janvier 1956)
- Hussnein al-Husseini (mars 1956 - 2003)
- Ahmad al-Husseini (juin 1978 - 1991)
- Adil al-Husseini (septembre 1981)
- Aicha al-Husseini (juin 1991-2000)
- Dr.Hasan al-Husseini (janvier 1982)
- Rafiq al-Husseini, chef de cabinet du président Mahmoud Abbas
- Leïla Shahid (janvier 1949), fille de Sirine Husseini Shahid, déléguée générale de la Palestine

## Pour approfondir

#### Ouvrages
- Adel Manna, The Notables of Palestine at the End of the Ottoman Period, 1800-1918, éd. Institute for Palestine Studies, 1995
- Adel Manna, History of Palestine During the Late Ottoman Period, 1700-1918, éd. Institute for Palestine Studies, 1999
- Adel Manna, Society and Administration in Jerusalem during the Middle Ottoman Period, éd. Institute for Palestine Studies, 2008
- Philip Mattar, Encyclopaedia of the Palestinians, éd. Facts on File, 2000, p. 210–221

#### Articles
- Ilan Pappé, « The Rise and Fall of the Husainis (Part 1) », in Jerusalem Quarterly, no 10, 2000, p. 27–38, article en ligne
- Adel Manna, « Scholars and Notables. Tracing the Effendiya’s Hold on Power in 18th-Century Jerusalem », in Jerusalem Quarterly no 32, automne 2007, p. 5–32, article en ligne